# استان بن‌تره
استان بن تر (به لاتین: Bến Tre Province) یک استان در ویتنام است که در مکونگ دلتا واقع شده‌است.

## خصوصیات
استان بن تر ۲٬۳۲۱٫۶ کیلومترمربع مساحت و ۱٬۳۴۵٬۶۰۰ نفر جمعیت دارد.